# Anton Bendík
Anton Bendík, né à Hrušov le 8 août 1931 et mort le 22 juin 2019 à Zvolen, est un folkloriste, joueur d'accordéon et chanteur slovaque. 
Il a pris part à de grands festivals folkloriques en Slovaquie (Východná, Detva, Kojšovská heligónka, Hontianska paráda), ainsi qu'à de nombreux événements en Slovaquie et en République tchèque. Il a participé à plusieurs émissions télévisées (La Tchéquie et la Slovaquie ont un incroyable talent, Reflex ). 

## Biographie
Anton Bendík est né à Hrušov. Pendant son enfance, il a eu d'importants problèmes de santé. Pour bien se rétablir, son père lui a offert un accordéon. Sa femme, Paulína Beresova, décède au début du mois de décembre 1997. Il passe les dernières années de sa vie à Zvolen en Slovaquie, avec sa fille. Il décède le 22 juin 2019 à l'âge de 87 ans. Il est enterré dans son village natal d'Hrušov. 

## Spectacles folkloriques
Anton Bendík est devenu célèbre pour son accordéon, vieux de 130 ans. Lors de ses représentations dans des festivals folkloriques et des événements sociaux en Slovaquie et en République tchèque, il a interprété des chansons à l'origine de Hrušov, ce qui a grandement contribué à la diffusion de la renommée de la communauté locale.  
Son interprétation est devenue évidente à cause de sa voix caractéristique. N'ayant jamais appris à chanter et à jouer en même temps, il ne maintenait toujours que le rythme pendant le chant. Il a joué la mélodie de la chanson uniquement dans les préliminaires, chantant s'abstenir et terminer. C'est cette approche inhabituelle et distinctive qui a créé son propre style original.  
Quelques mois avant sa mort, il a publié son disque « Horička zelená » . Il y a 23 chansons de Hrušov avec lesquelles il est devenu célèbre lors de ses représentations. 